# Florencio Mayé Elá
Florencio Mayé Elá Mangue (Mongomo, 1944) és un militar, polític i diplomàtic equatoguineà, ministre d'afers exteriors i ambaixador a diversos estats.

## Biografia
Sota la dictadura de Francisco Macías Nguema va ser tinent de la Marina Nacional. Va participar en el cop d'estat del 3 d'agost de 1979, i al posterior govern del Consell Militar Suprem, participant en la signatura del Tractat d'Amistat i Cooperació entre Espanya i Guinea Equatorial de 1980. Sota el règim de Teodoro Obiang va exercir el càrrec d'ambaixador a l'ONU entre desembre de 1982 i desembre de 1987, a l'antiga URSS, a la República Popular de la Xina i a Camerun a partir de desembre de 2006. Al setembre de 2008 es va veure embolicat en el segrest del refugiat polític Cipriano Nguema Mba en Camerun, pel que el país el va declarar persona non grata i fou substituït.